# Carmis
Carmis (en llatí Charmis, en grec antic Χάρμις), va ser un metge de Marsella, que va anar a Roma en temps de Neró on va adquirir gran fama i fortuna i va reviure la pràctica dels banys freds. Es deia que un pacient li va pagar ell sol 200.000 sestercis per una cura. Va inventar també un antídot la fórmula del qual va ser versificada per Damòcrates i va conservar Galè.